# Amenophis (Band)
Amenophis ist eine deutsche Progressive-Rock-Gruppe.

## Geschichte
1977 spielten die beiden Brüder Stefan und Michael Rössmann aus Friedrichshafen in einer Band, die sie Tut Ench Amun nannten. Nachdem Wolfgang Vollmuth hinzustieß, benannte sich die Band 1978  in „Amenophis“ um und machte als Trio weiter. Der Name bezog sich auf den gleichnamigen Pharao und sollte der Band einen internationalen Anstrich geben. Zudem bezieht sich der Name auf das Alte Ägypten und damit auf eine der frühen, modernen Zivilisationen. Die Band verstand ihre Musik auch in diesem Sinne: zeitlos, komplex und hoch entwickelt.
Nach dem ersten Auftritt im Oktober 1979 tourte die Band in Süddeutschland und schrieb einige Lieder. Bevor Rössmann und Vollmuth ein Studium aufnahmen, produzierte die Band 1983 im eigenen kleinen Studio ihr erstes Album Amenophis. Kurz darauf löste sich die Band jedoch wieder auf, da sie nur 200 Einheiten vom Album absetzen konnte und so in finanzielle Nöte geriet.
1987 reformierte sich die Band und nahm ihr zweites Studioalbum You and I in neuer Besetzung auf. Hinzu kamen Kurt Poppe (Keyboards), René Kius (Schlagzeug) und Elke Moehle (Gesang), dafür musste Stefan Rössmann aussteigen, der aus gesundheitlichen Gründen nicht weitermachen konnte. Das letzte Konzert gab die Band im Juni 1989.
2010 vereinigte sich die Band wieder. Zum neuen Line-up gehörten die beiden Ur-Mitglieder Michael Rössmann und Wolfgang Vollmuth, Keyboarder Kurt Poppe und als Neuzugang der Schlagzeuger Karsten Schubert. 2014 erschien das Comeback-Album Time über das Label Musea. Parallel dazu wurde auch das Debütalbum erneut aufgelegt.

## Musikstil
Die Band spielt progressiven Rock im Stile von Hoelderlin, Camel, Yes und den frühen Genesis. Insbesondere das erste Album war sehr progressiv mit langen Instrumentalpassagen und komplexen Rhythmen und Melodien, der Gesang wurde sparsam eingesetzt. Das zweite Album war wesentlich mehr am Pop orientiert.

## Diskografie
- 1983: Amenophis (Eigenproduktion)
- 1988: You and I (Music Is Intelligence)
- 2014: Time (Musea)